# Oreopanax urubambanus
Oreopanax urubambanus là một loài thực vật có hoa trong Họ Cuồng cuồng. Loài này được Harms mô tả khoa học đầu tiên năm 1942.